# 普罗可布咖啡馆

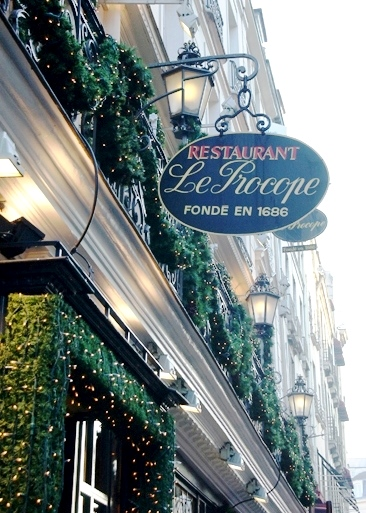

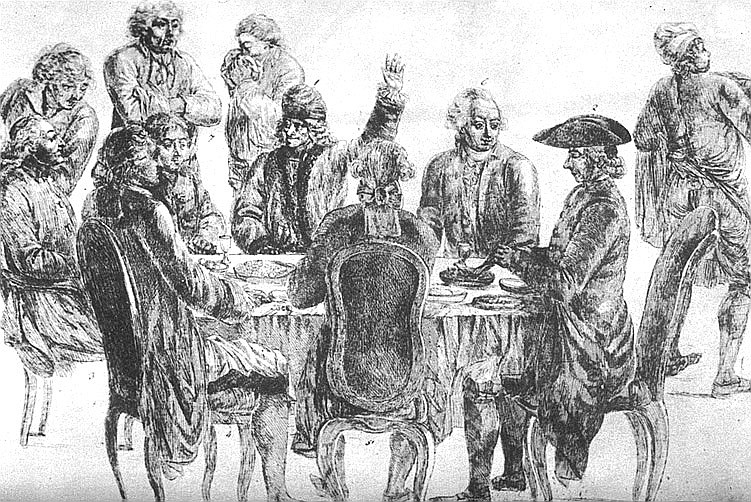
在普罗可布咖啡馆：从左至右依次为：孔多塞侯爵、La Harpe、伏尔泰（举起手臂）和狄德罗。

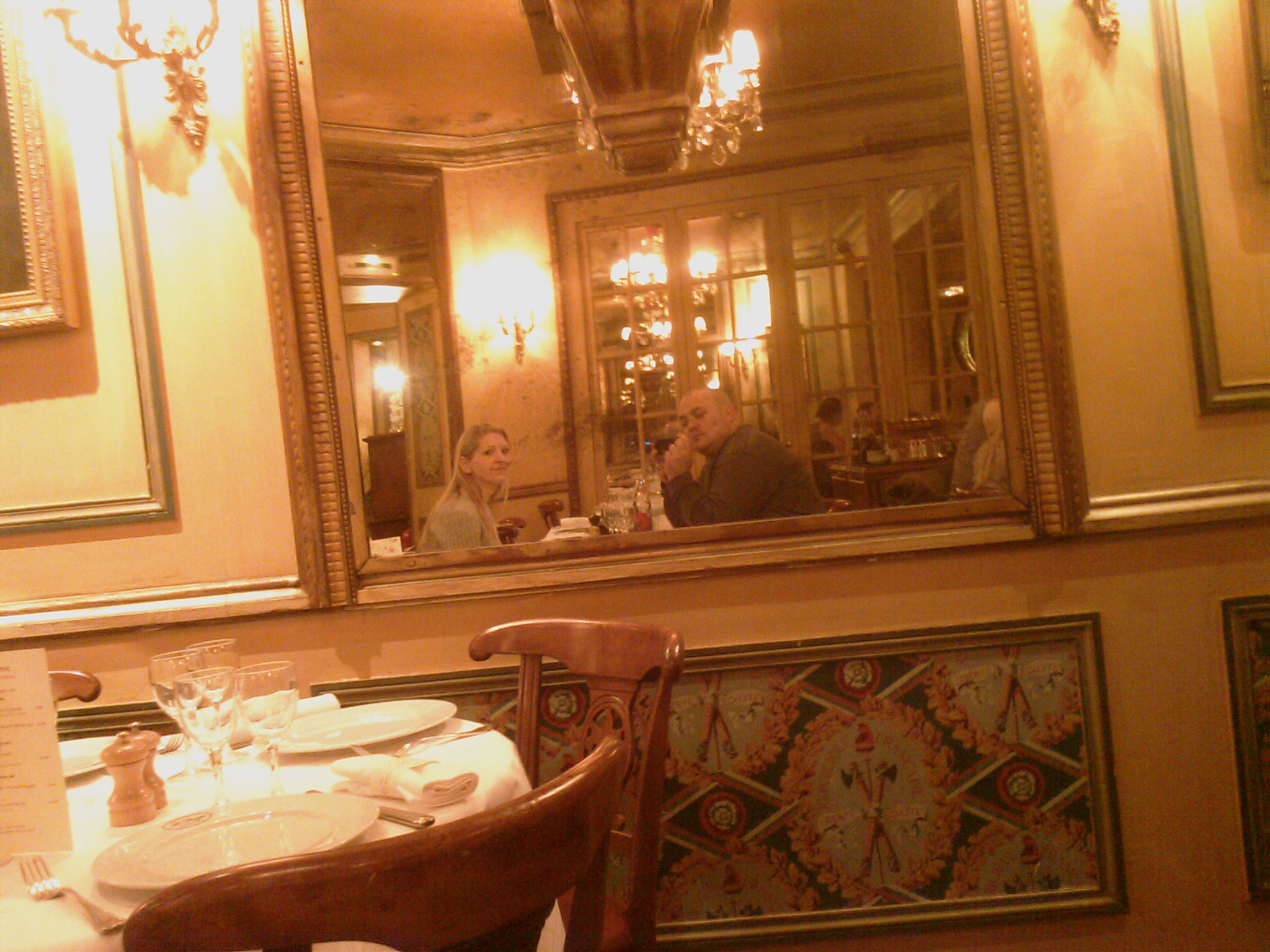
18世纪风格的普罗可布咖啡馆

普罗可布咖啡馆（Café Procope）位于巴黎第六区的老喜剧院街（rue de l'Ancienne Comédie），被称为巴黎最古老的连续开业的餐馆。

## 历史
它在1686年开业，由意大利西西里人Francesco Procopio dei Coltelli开设，得名于东罗马历史学家普罗科匹厄斯，他的《秘史》讲述了查士丁尼一世、他的狄奥多拉皇后和他的宫廷的丑闻。 
普罗可布咖啡馆在1988〜1989年按照18世纪风格重新装修，采用了红色的墙壁、水晶吊灯、著名人物18世纪的椭圆形肖像，服务员身着大革命时期的制服。 

## 图片

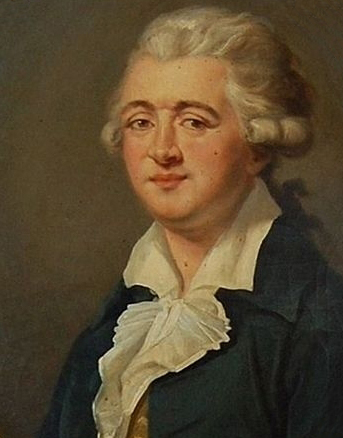
創辦人肖像
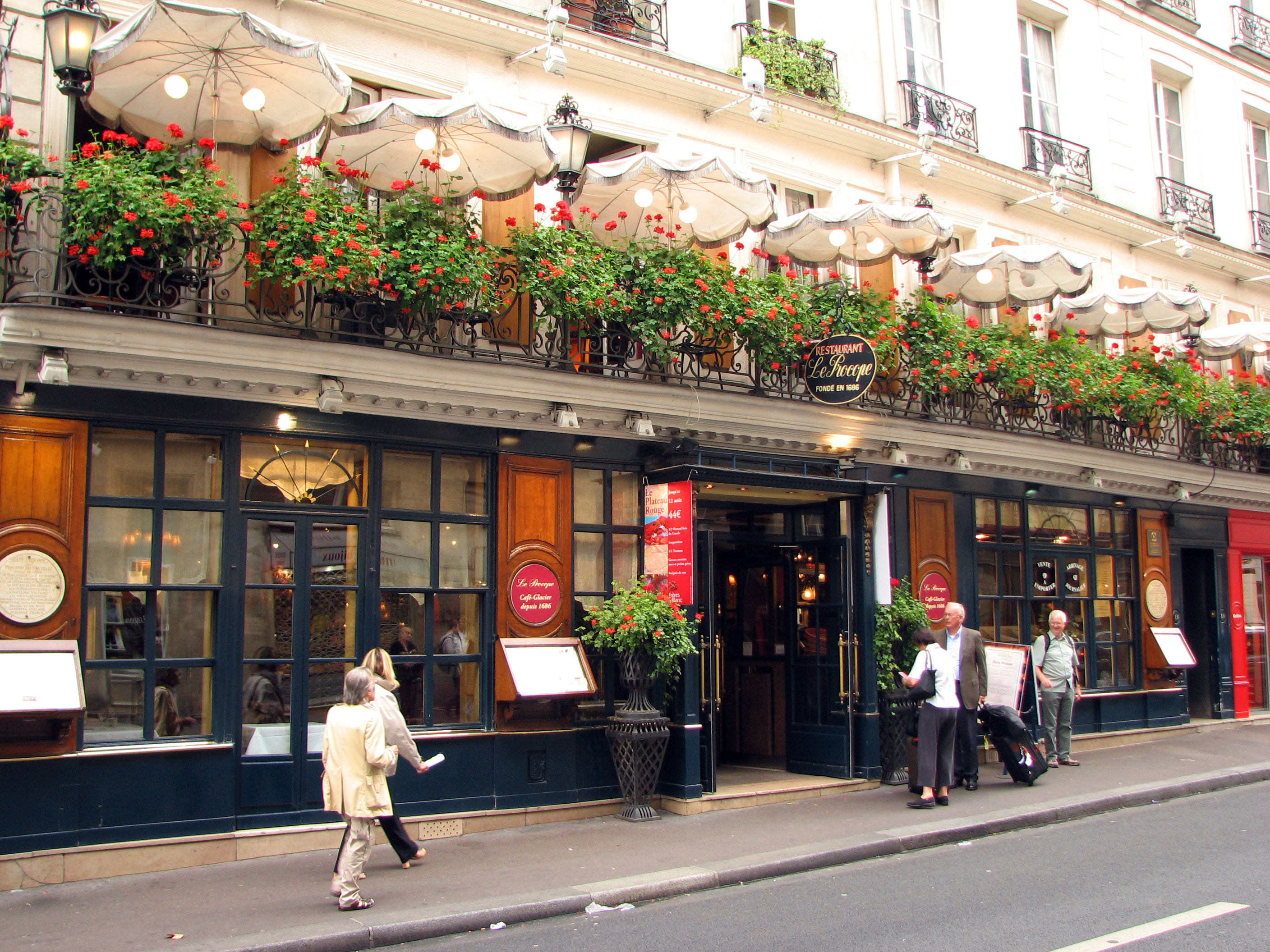
咖啡館門口
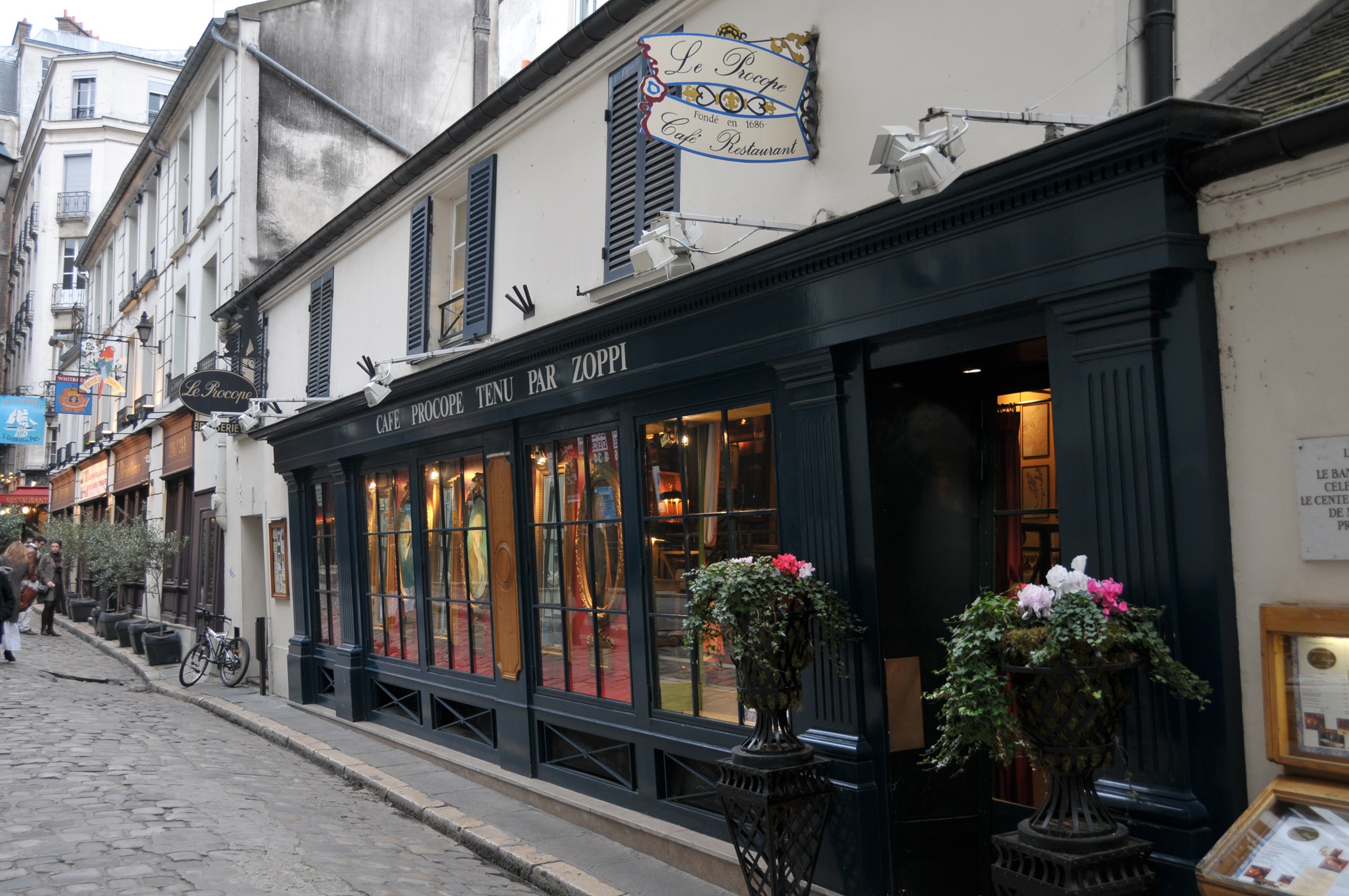
咖啡館左邊
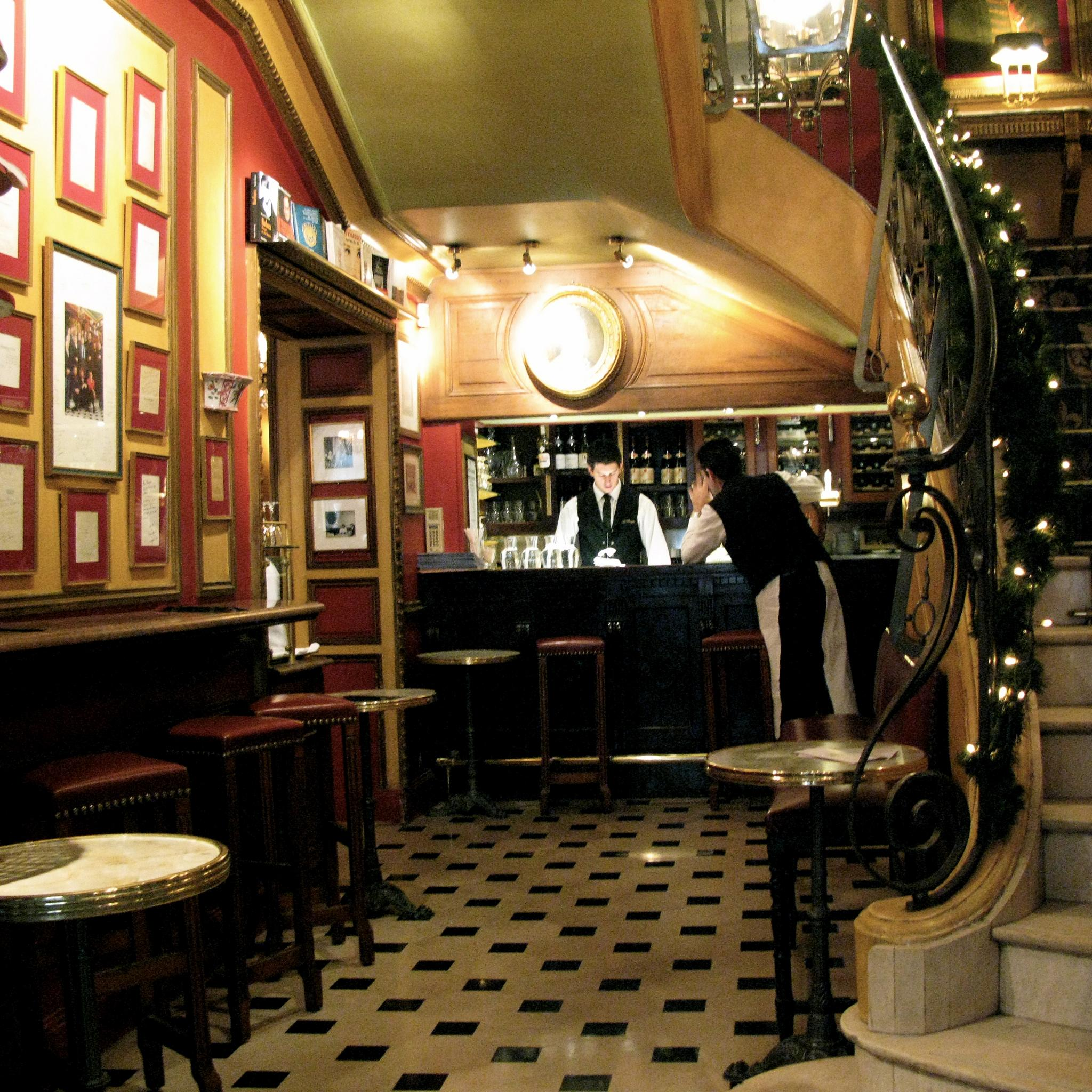
酒吧部
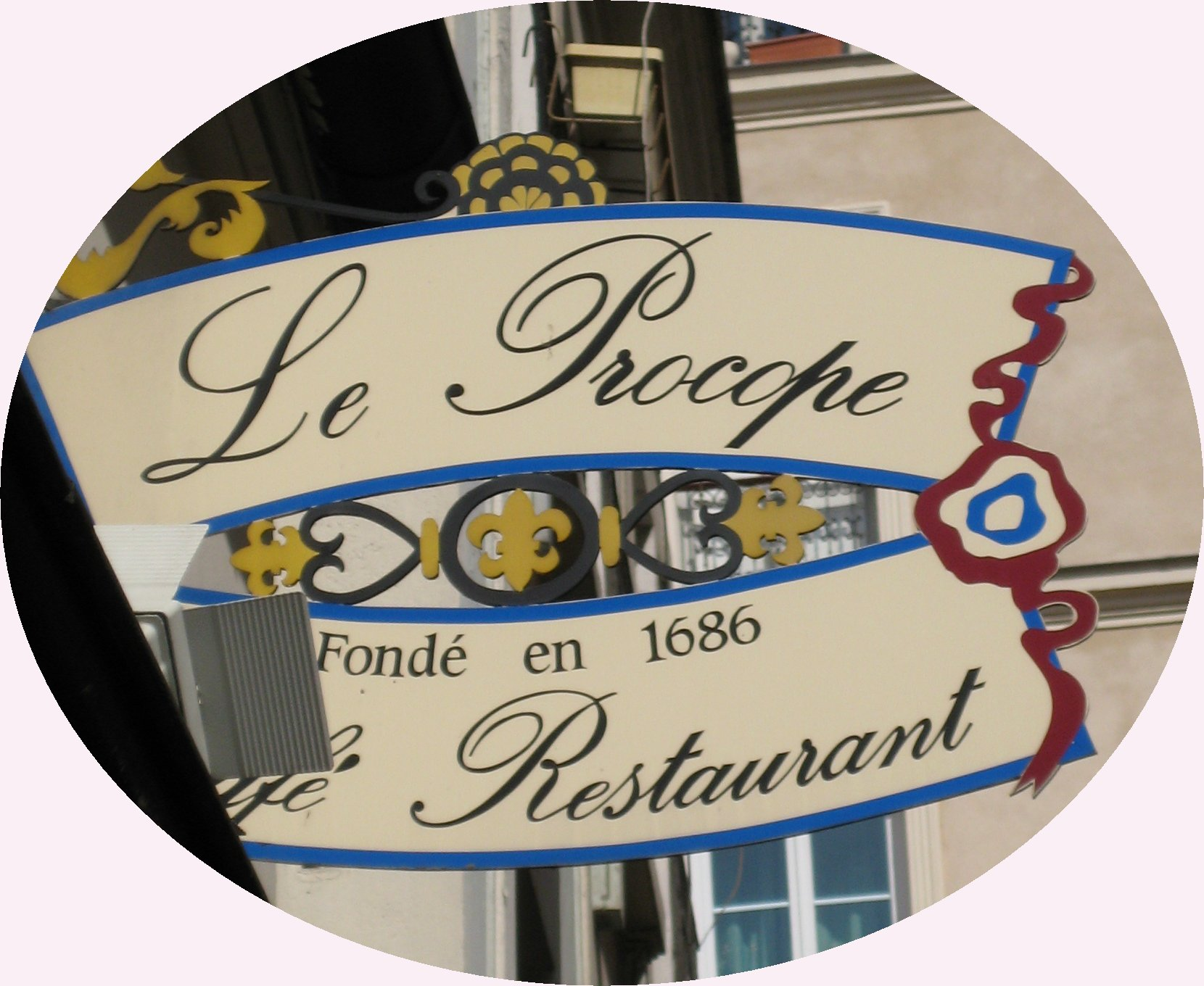
巴黎史上首家咖啡館
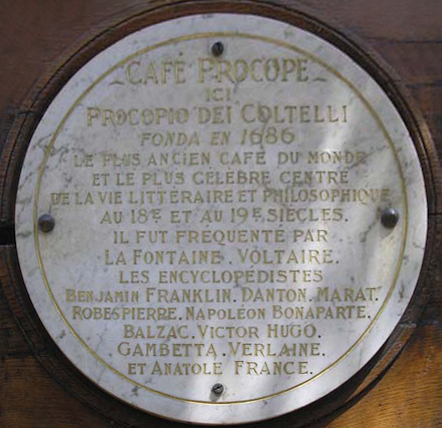
列明創立日期的牌匾
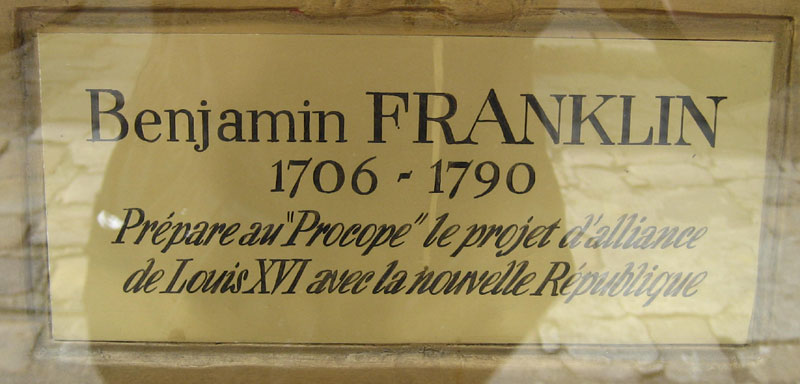
本傑明·富蘭克林曾來到此咖啡館
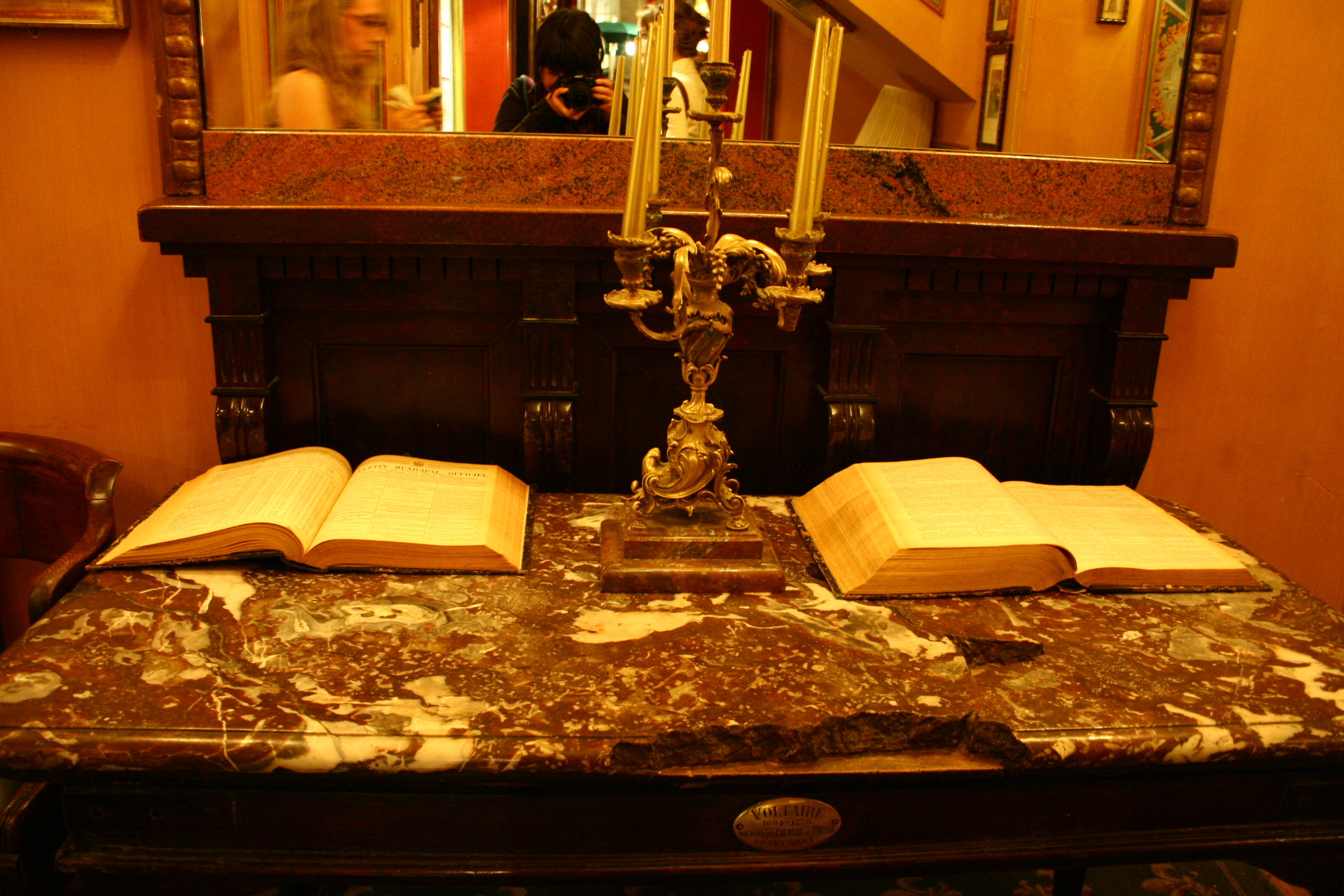
伏爾泰也曾到過此